# Centrolene medemi
Centrolene medemi är en groddjursart som först beskrevs av Cochran och Coleman J. Goin 1970.  Centrolene medemi ingår i släktet Centrolene och familjen glasgrodor. IUCN kategoriserar arten globalt som otillräckligt studerad. Inga underarter finns listade i Catalogue of Life.